# Eva Johansson
Eva Johansson (Copenhaguen, 25 de febrer de 1958) és una soprano danesa especialitzada en papers wagnerians i straussians.

## Vida i obra
Filla dels estancs Niels Sture Johansson i Grethe Bech es va graduar a l'escola Ingrid Jespersen el 1977, després al Conservatori Reial de Música i a partir del 1981 a l'Acadèmia d'Òpera de la seva ciutat natal. Entre els seus professors hi havia Oren Brown (Juilliard School of Music, Nova York) i Susanna Eken a Copenhaguen. El 1982 va ser contractada com a solista a la Royal Opera House de Copenhaguen, on va debutar com a Comtessa de Fígaro. El 1988 va ser contractada per Götz Friedrich amb un ampli contracte de convidat a la Deutsche Oper Berlin. Al principi hi va cantar un tema líric (Pamina, Liù, també el Gutrune a la Götterdämmerung o Eva a la Meistersinger von Nürnberg), després la papers dramàtics juvenils i finalment soprano altament dramàtica. El 1988 va debutar com a Freia al Festival de Bayreuthn, més tard hi va tornar com a Elsa i Sieglinde. Aviat va seguir una carrera internacional. Johansson estava compromès amb les Òperes Estatals de Dresden, Múnic i Viena, amb la Royal Opera House Covent Garden, amb Zuric i Ginebra, a Los Angeles, Washington i amb la Metropolitan Opera de Nova York. Va cantar a París, Madrid, Barcelona, Bilbao i Sevilla, a Tel-Aviv, Japó i Xina, al Scala de Milà, a Roma, Trieste, Torí i Venècia. A poc a poc va anar ampliant el seu repertori per incloure temes molt dramàtics, i el 2006 va triomfar a la seva ciutat natal com Elektra, El 2007 va debutar com Brünnhilde al Vienna State Opera. Isolde i Emilia Marty van seguir al El cas Makropulos. L'any 2001 va rebre el títol de Berliner Kammersängerin. Ha treballat amb diversos directors importants al llarg de la seva carrera, com ara Claudio Abbado, Daniel Barenboim, Christoph von Dohnanyi, Charles Dutoit, Christoph Eschenbach, Ádám Fischer, Iván Fischer, Heinz Fricke, Valery Gergiev, Bernard Haitink, Nikolaus Harnoncourt, Marek Janowski, James Levine, Lorin Maazel, Simon Rattle, Wolfgang Rennert, Donald Runnicles, Wolfgang Sawallisch, Ulf Schirmer, Peter Schneider, Giuseppe Sinopoli, Christian Thielemann, Franz Welser-Möst i Simone Young. També com a cantant de concerts prefereix tasques dramàtiques, per exemple el solo de soprano a la Messa da Requiem de Verdi.
Està casada amb el violista de Berlín Herwig Oswalder des del 16 d'agost de 1995.
S'ha destacat com a Senta (Der fliegende Holländer), Elsa (Lohengrin), Eva, Freia, Elisabeth, Sieglinde, Leonore, Brünnhilde i com a Elektra, Salomé, Ariadne auf Naxos i l'Emperadriu a Die Frau ohne Schatten.
Ha participat en produccions de l'Òpera Reial Danesa, l'Òpera Reial Sueca, en el Festival d'Ais de Provença, en el de Bayreuth, Salzburg, Berlín, Zuric, Wiener Staatsoper i altres cases líriques.

## Rols (selecció)
| Beethoven: - Leonore in Fidelio Berg: - Marie in Wozzeck Hindemith: - Regina in Mathis der Maler Janáček: - Titelpartie in Jenůfa - Emilia Marty in Věc Makropulos Mozart: - Gräfin Almaviva in Hochzeit des Figaro - Donna Anna im Don Giovanni - Fiordiligi in Così fan tutte - Pamina in der Zauberflöte Puccini: - Mimi in La Bohème - Liù in Turandot |  | Richard Strauss: - Titelpartie in Salome - Chrysothemis und Titelpartie in Elektra - Titelpartie in Ariadne auf Naxos - Kaiserin und Färberin in Die Frau ohne Schatten - Maria in Friedenstag Tschaikowski: - Tatjana in Eugen Onegin Wagner: - Senta im Fliegenden Holländer - Elisabeth in Tannhäuser und der Sängerkrieg auf Wartburg - Elsa von Brabant und Ortrud im Lohengrin - Isolde in Tristan und Isolde - Eva in Die Meistersinger von Nürnberg - Freia in Das Rheingold - Gerhilde, Sieglinde und Brünnhilde in der Walküre - Brünnhilde in Siegfried - Brünnhilde und Gutrune in Götterdämmerung Weber: - Agathe im Freischütz |

## Discografia de referència
- Gade: Elverskud, Echoes Of Ossian Overture / Kitajenko
- Heise: Drot Og Marsk / Schonwandt, Elming, Norup, Westi
- Strauss: Elektra / Christoph von Dohnányi (DVD)
- Wagner: Das Rheingold / Daniel Barenboim, Bayreuth Festival (DVD)
- Wagner: Das Rheingold / Bernard Haitink
- Wagner: Die Meistersinger von Nürnberg / Deutsche Oper Berlin 1995
- Wagner: Die Walküre / Simon Rattle, Berlin Philharmonic (DVD)

## Premis
- 2001 Cantant de cambra
- 2005 Premi de Teatre Reumert com a Millor Cantant Femenina